# Surinaamse Voetbal Bond

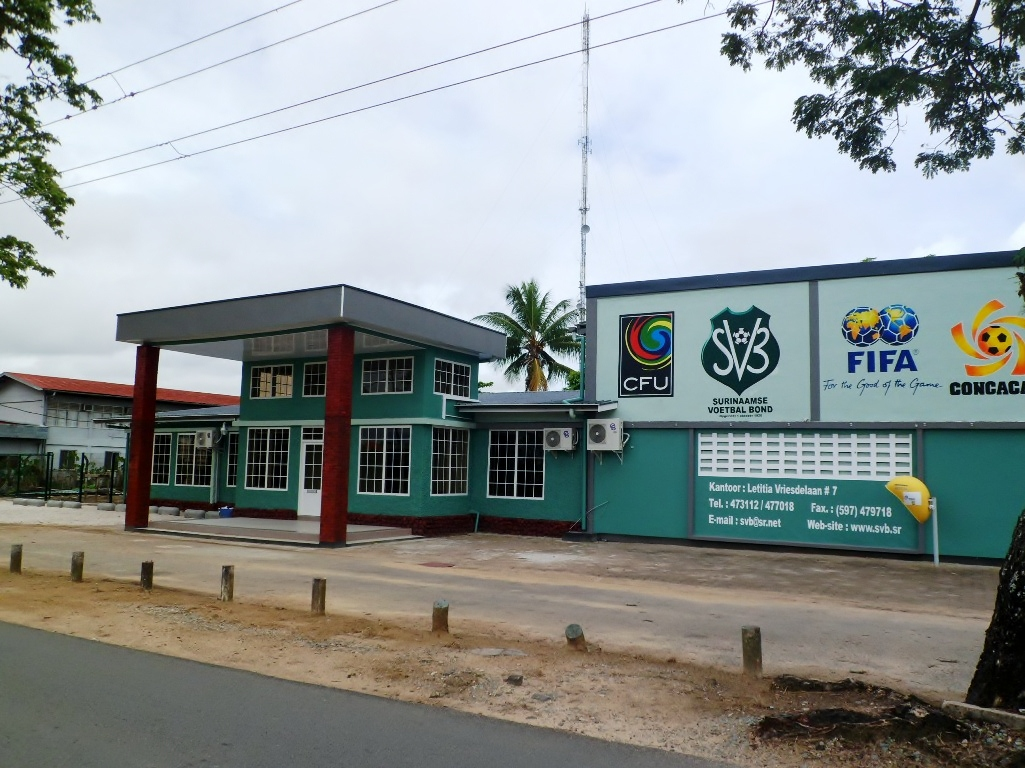
Das 2012 renovierte SVB-Sekretariat an der Letitia Vriesdelaan 7 in Paramaribo

Der Surinaamse Voetbal Bond (Abk. SVB) ist der surinamische Fußballverband. Er organisiert die Spiele der Nationalmannschaften von Suriname und hat auch die Aufsicht über die höchsten surinamischen Ligen. In der Saison 2024 wurde bei den Herren mit der Suriname Major League erstmals eine Profi-Liga eingeführt.
Wie die Fußballverbände der Nachbarländer Guyana und Französisch-Guayana gehört der SVB nicht dem südamerikanischen Kontinentalverband CONMEBOL, sondern der nord- und mittelamerikanischen CONCACAF an.

## Geschichte
- 1. Oktober 1920: Der Surinaamse Voetbal Bond wird gegründet.
- 28. Januar 1921: Erstes Länderspiel der surinamischen Fußballnationalmannschaft gegen das damalige Britisch-Guayana. Guayana gewann mit 2:1 Toren.
- 1923/24: Austragung der ersten Landesmeisterschaft. Erster Fußballmeister von Suriname wurde der Verein Olympia.
- 18. Mai 1929: Der SVB wird offizielles Mitglied der FIFA.

### CONCACAF Champions Cup
An dem seit 1962 ausgetragenen CONCACAF Champions’ Cup haben vor allem in den 1970er und 1980er Jahren Clubs aus Suriname erfolgreich teilgenommen. Hierbei waren es die beiden erfolgreichsten Vereine in der Geschichte des surinamischen Fußballs, die international auf sich aufmerksam machen konnten:
- der SV Transvaal mit 2 CONCACAF- sowie 3 Vize-Meisterschaften und
- der SV Robinhood mit 5 CONCACAF Vize-Meisterschaften.

## Organisation

### Sport
Beim SVB sind 19 Mitgliedsverbände angeschlossen die regional unter dem Dach des SVB den Fußballsport organisieren. Jährlich nehmen rund 325 Teams mit insgesamt 8950 eingeschriebenen Mitgliedern an den Spielrunden teil.
Die höchste Spielklasse der Herren des SVB war seit der Saison 2017/18 die von Topklasse- in Eerste Divisie umbenannte Liga. Unter diesen Vereinen wurde der Landesmeister ermittelt.
Unter der Eerste Divisie trägt die 2017 von Hoofdklasse- in Tweede Divisie umbenannte untergeordnete Liga ihre Spiele aus. Als weiteren Unterbau werden in den Randdistrikten der Hauptstadt sowie in einigen der zehn Distrikten von Suriname Distrikts-Meisterschaften ausgespielt.
Anfang 2024 wurde eine Profi-Liga mit 10 Vereinen eingeführt. Der erste Landesmeister in dieser Suriname Major League wurde zwischen Februar und August 2024 ermittelt. Erster Titelträger dieser Liga ist der SV Robinhood. Er setzte sich am 24. August in einem Endspiel gegen den SV Transvaal mit 2:0 durch.
Neben den Herren wird auch mit sieben Teams die Nationale Frauenmeisterschaft ausgetragen.
Als Nachfolger von Ro Kolf wurde Biswajeet Kali am 15. August 2017 als neuer technischer Direktor vom SVB angestellt.

### Vorstand
Für die Periode von 2005 bis 2009 wurden gewählt:
Louis Giskus – Präsident
Ronald Koorndijk – Vizepräsident
Harold Felter – Generalsekretär
Waldo Gobardhan – Schatzmeister
Arnold Bilkerdijk – Spielleiter, Pressesprecher
Bidjaikoemar Mankoe – Beisitzer
Gerrit Niekoop – Beisitzer
Am 27. März 2009 wurde Louis Giskus zum dritten Mal in Folge in seinem Amt bestätigt.
Für die Periode von 2009 bis 2013 wurden gewählt:
Louis Giskus – Präsident
Arnold Bilkerdijk – Spielleiter, Abteilungen Sicherheit und Jugend Nationalmannschaften
Harold Felter – 2. Sekretär, Schiedsrichter-Ausschuss und Frauenfußball
Waldo Gobardhan – Schatzmeister, Abteilung Senioren Nationalmannschaften
Bidjaikoemar Mankoe – 2. Schatzmeister, Abteilungen Plätze und Gebäude sowie Hallenfußball
Dayasankar Mathoera – Vizepräsident, Abteilungen Mitgliederverbände und Ausbildung
Antonius Stienstra – Generalsekretär, Abteilung Marketing
Die beiden letztgenannten sind neu im Vorstand.
Ab dem 1. Mai 2009 wurde Gordon van Sichem für die Dauer von zwei Jahren zum neuen Direktor des SVB angestellt. In dieser Funktion war er bereits mehrere Jahre beim Moengo Sport Bund tätig. Seine neue Aufgabe umfasst die Leitung des SVB-Sekretariats.
Am 26. April 2013 wurde John Krishnadath mit 20 von 31 Stimmen zum neuen SVB-Vorsitzenden für vier Jahre gewählt. John Krishnadath wurde am 5. April 2017 für eine zweite Amtszeit wiedergewählt. Der Vorstand besteht aus:
John Krishnadath – Präsident
Dayasankar Mathoera – Vizepräsident
Johan Rozenblad – Generalsekretär
Bidjaikoemar Mankoe – Schatzmeister
Waldo Ghobardan – Beisitzer
Roy Samuels – Beisitzer
Guilliano Snip – Beisitzer
Roy Samuels und Guilliano Snip sind neu im Vorstand.
John Krishnadath wurde am 20. März 2021 für weitere vier Jahre im Amt bestätigt. Er setzte sich mit seiner Kandidatenliste gegenüber Ravin Changoer mit 29 gegen 21 Stimmen durch. Einzige Veränderung im Vorstand, für Johan Rozenblad rückt Faizal Abdoelgafoer nach.
Da  Krishnadath nach 12-jähriger Amtszeit nicht mehr als Vorsitzender des SVB zur Verfügung stand, fanden am 2., 3. Mai 2025 Neuwahlen des Vorstandes statt. Im Vorfeld standen 2 Listen als Nachfolger zur Wahl. Letztlich war die Kandidatenlist mit Mathoera als Vorsitzenden an der Spitze die einzige die durch den SVB-Wahlausschuss akzeptiert wurde. Dies führte zu eine Klage vor Gericht durch die Gegenpartei. Dies führte dazu, dass der Richter in einem Eilverfahren am 2. Mai 2025 wegen offener Fragen die Wahl ausgesetzt hatte.
Auch auf Druck der FIFA wurde trotzdem die Wahl in der Nacht vom 2. auf den 3. Mai durchgeführt und der neue Vorstand wurde mit 17 der 23 anwesenden Mitglieder der Vereine und Verbände für die Periode von 2015 bis 2019 gewählt.
Neuer Vorstand:
Dayasanker Mathoera – Präsident
Faizal Abdoelgafoer – Vizepräsident
Bidjaikoemar Mankoe – Beisitzer
Joel Panka		  – Beisitzer
Roy Samuels		  – Beisitzer
Wendy Derveld		  – Beisitzer
Mike Anthonius 		– Beisitzer

#### Bestechungsvorwurf
Im Vorfeld der FIFA-Präsidenten Wahl fand am 10. und 11. Mai 2011 eine Propagandasitzung des Präsidentschaftskandidaten Mohamed bin Hammam in Trinidad statt. Dieses Treffen, an dem auch der damalige Vorsitzende des SVB Louis Giskus teilnahm, wurde durch die Caribbean Football Union unter dem Vorsitz von Jack Warner organisiert. Am Ende der Veranstaltung erhielt Giskus als Geschenk einen Videoprojektor, ein Notebook und 40.000 US-Dollar in bar. Nachdem der Vorfall an die Öffentlichkeit gekommen war, musste sich der SVB vor der Ethik-Kommission der FIFA verantworten. In Zürich erklärte der Vorsitzende Giskus, dass er die Geschenke von Jack Warner erhalten habe und vom CONCACAF und der Caribbean Football Union stammen sollten. Bestimmungszweck sollte die Förderung und Entwicklung des Fußballsports in Suriname sein. Anfang Juli entschied die Ethik-Kommission, dass der SVB die 40.000 US-Dollar auf ein Konto der FIFA bei der Credit Suisse überweisen muss.

## Sportkomplex

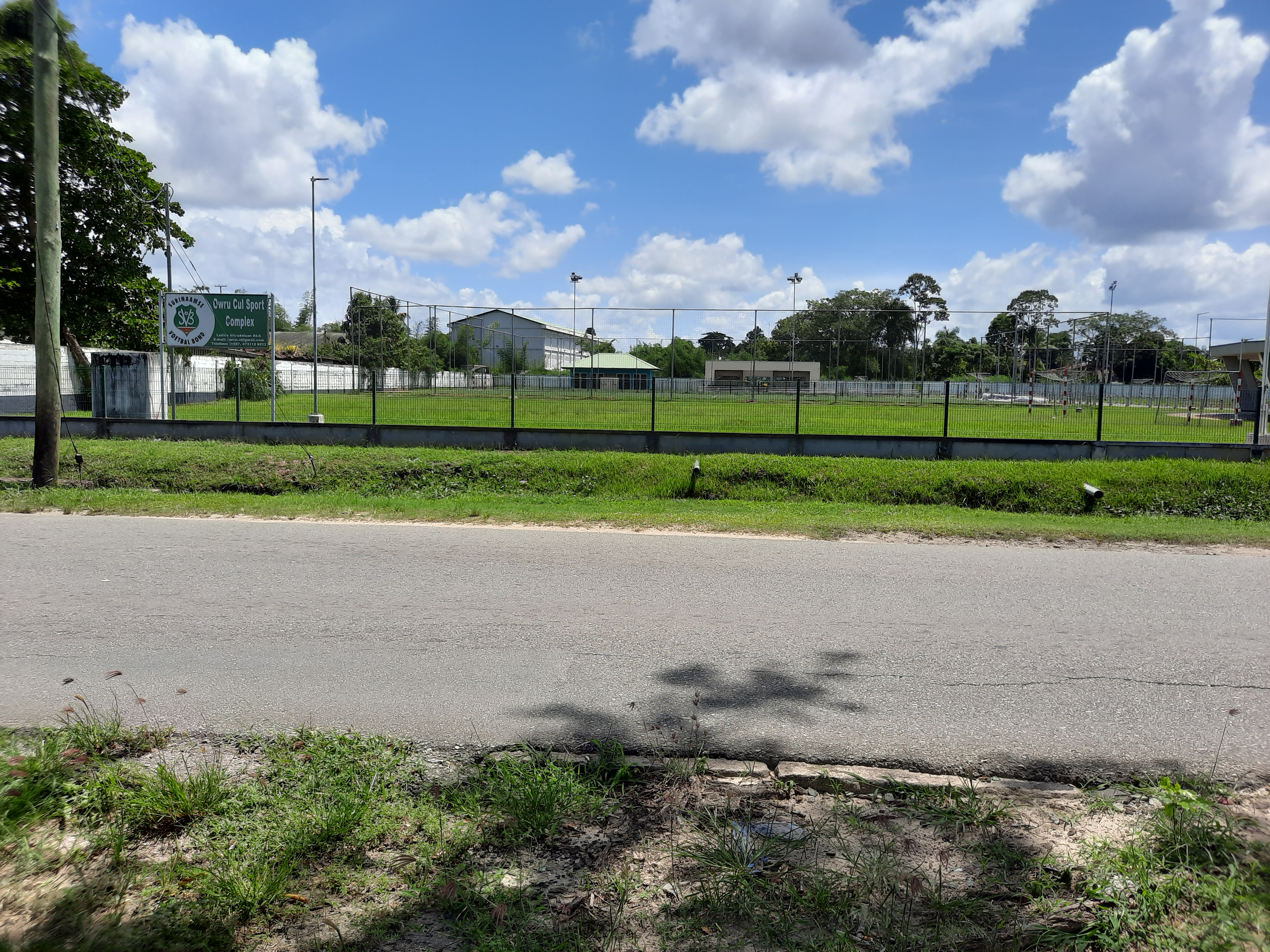
Sportkomplex des SVB, Oktober 2022

Die FIFA finanzierte 2015/2016 ein Neubauprojekt des SVB in Paramaribo an der Letitia Vriesdelaan, schräg gegenüber dem hier abgebildeten SVB-Sekretariat. Unter dem Projektnamen Owru Cul entstand hier ein Sportkomplex mit mehreren Kunstrasenplätzen, einem Clubhaus mit Fitnessraum und einer Platzwartwohnung. Owru bedeutet im Sranantongo „alt“ und Cul ist die Abkürzung für die „Cultuurtuinlaan“, die frühere Bezeichnung für die Letitia Vriesdelaan. Das gesamte Projekt wurde mit etwa eine Million US-Dollar veranschlagt.
Der Sportkomplex wurde am 11. April 2017 in Anwesenheit des FIFA-Präsidenten Gianni Infantino mit der Eröffnung des SVB Fan-shop und des Owru Cul Sports & Entertainment Center offiziell in Betrieb genommen.